# Owain Yeoman
Owain Sebastian Yeoman (Chepstow, 2 de julho de 1978) é um ator galês, atua em séries como The Nine, O Mentalista,  SuperGirl da CW e Generation Kill da HBO.
Seu primeiro papel foi no filme Tróia, que foi um filme de 2004 baseado na Guerra de Troia da mitologia grega. Em suma, seu personagem foi nomeado Lysander, que era tão pequeno que nem sequer está nem está em muitos tipos de listas de personagens.

## Vida Pessoal
Ele nasceu e cresceu em Chepstow, Monmouthshire, País de Gales , onde seus pais ainda vivem. Ele se formou na faculdade de Brasenose, Oxford , ganhando um MA em Literatura Inglês e foi membro do ouds e Oxford Revue. Ele havia planejado para continuar estudos de doutoramento, mas não foi capaz de garantir um subsídio. Em vez disso, ele trabalhou em um banco em Canary Wharf, Londres antes de se matricular na Academia Real de Arte Dramática para estudar teatro.

## Carreira
Ele começou a atuar no filme Troia como Lyseandre em 2004, e ainda em 2004 ganhou papel num episódio da série Midsomer Murders na Temporada 8 como Henry Charlton. Em 2006 começou atuar na série The Nine na Temporada 1 completa, e em 2008 Terminator: The Sarah Connor Chronicles participou no episódio primeiro da série como Cromartie, e também em 2008 ele atuou na primeira temporada de O Mentalista e Generation Kill. Em 2009, 2010 e 2011 ele atuou em O Mentalista como Wayne Rigsby, e em 2011 atuou no filme ChromeSkull - Não Descanse em Paz. Em 2012 e 2013 ele atuou no O Mentalista nas temporadas 5 e 6. Em 2015 participou em SuperGirl no primeiro episódio da série como Vartox, e em 2014 atuou no filme Sniper Americano como Ranger One.

## Alguns trabalhos

### Filmes
| Ano  | Título                            | Papel                 | Notas |
| ---- | --------------------------------- | --------------------- | ----- |
| 2004 | Tróia                             | Lysander              |       |
| 2006 | Beerfest                          | Marinheiro Aussie # 1 |       |
| 2011 | ChromeSkull - Não Descanse em Paz | Detetive King         |       |
| 2014 | Sniper Americano                  | Ranger One            |       |
| 2016 | The Belko Experiment              | Terry Winters         |       |
| 2020 | Boneco do Mal 2                   | Sean                  |       |

### Séries
| Ano  | Título                                  | Papel               | Notas                            |
| ---- | --------------------------------------- | ------------------- | -------------------------------- |
| 2004 | Midsomer Murders                        | Henry Charlton      |                                  |
| 2006 | The Nine                                | Lucas Dalton        |                                  |
| 2008 | Terminator: The Sarah Connor Chronicles | Cromartie           |                                  |
| 2008 | O Mentalista                            | Wayne Rigsby        | Participou da temporada 01 a 06. |
| 2008 | Generation Kill                         | Sargento Eric Koche |                                  |
| 2014 | Extant                                  | Mason               |                                  |
| 2015 | SuperGirl                               | Vartox              | No primeiro episódio             |
| 2016 | Turn: Washington's Spies                | Benedict Arnold     |                                  |
| 2016 | Elementary                              | Julius Kent         | Nos episódios da 5 Temporada     |
| 2017 | The Blacklist                           | Greyson Blaise      | Episódio 2 da 5 Temporada        |
| 2019 | Emergence                               | Benny Gallagher     |                                  |